# Breitenstein (Schwäbische Alb)
Der Breitenstein ist ein 811,2 m ü. NHN hohes Felsplateau in Baden-Württemberg. Es liegt nahe dem Dorf Ochsenwang an der Kreisstraße 1220 auf der Gemarkung der Gemeinde Bissingen an der Teck. Der Felsvorsprung besteht aus Weißjuragestein und liegt am Nordrand der Schwäbischen Alb direkt am Albtrauf.
Von dem ca. 200 Meter breiten Plateau des Breitensteins aus bietet sich ein von Vegetation nicht behinderter weiter Blick auf das ca. 400 Meter tiefer gelegene, nördlich der Schwäbischen Alb gelegene Gebiet – im Nordwesten bis nach Stuttgart – weshalb er ein beliebter Ausflugsort ist und auf nahezu allen Karten der Gegend verzeichnet ist.
Auf dem Plateau Breitenstein befindet sich eine Bronzetafel, in der die Lage und Entfernung der von dort sichtbaren Orte verzeichnet ist.
Der Breitenstein ist unter dem Namen Felsenpartie und Höhle des Breitensteins WNW von Ochsenwang sowohl als geschütztes Geotop und unter dem Namen Felspartie des Breitenstein auch als flächenhaftes Naturdenkmal ausgewiesen.

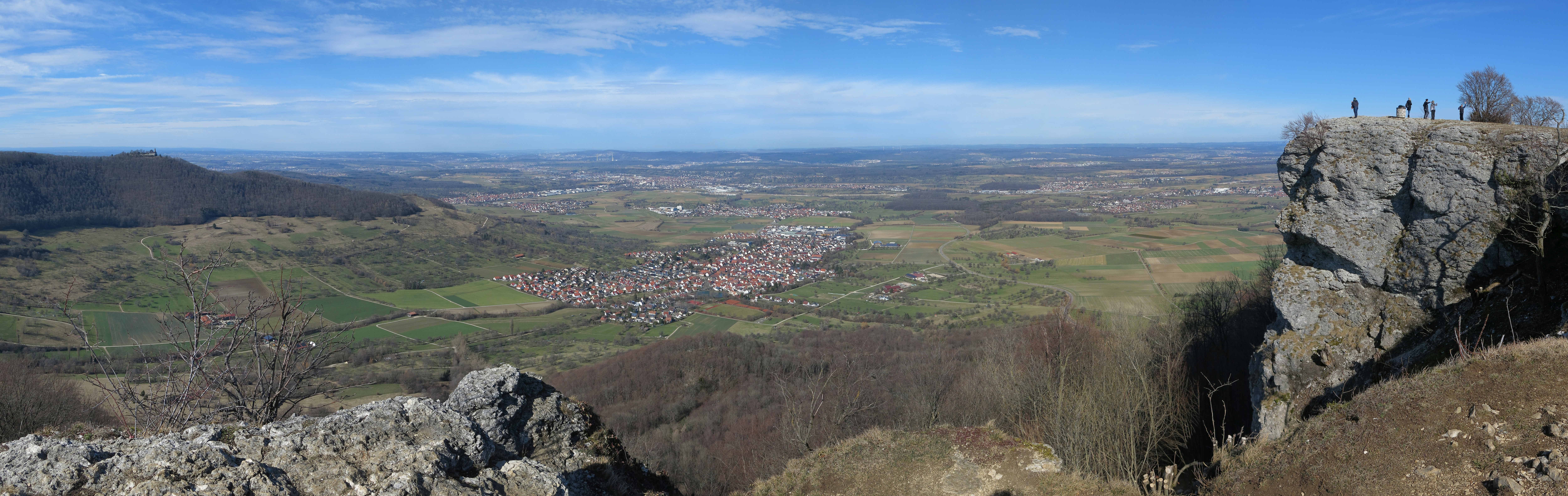
Panoramablick vom Breitenstein. In der Bildmitte Bissingen an der Teck
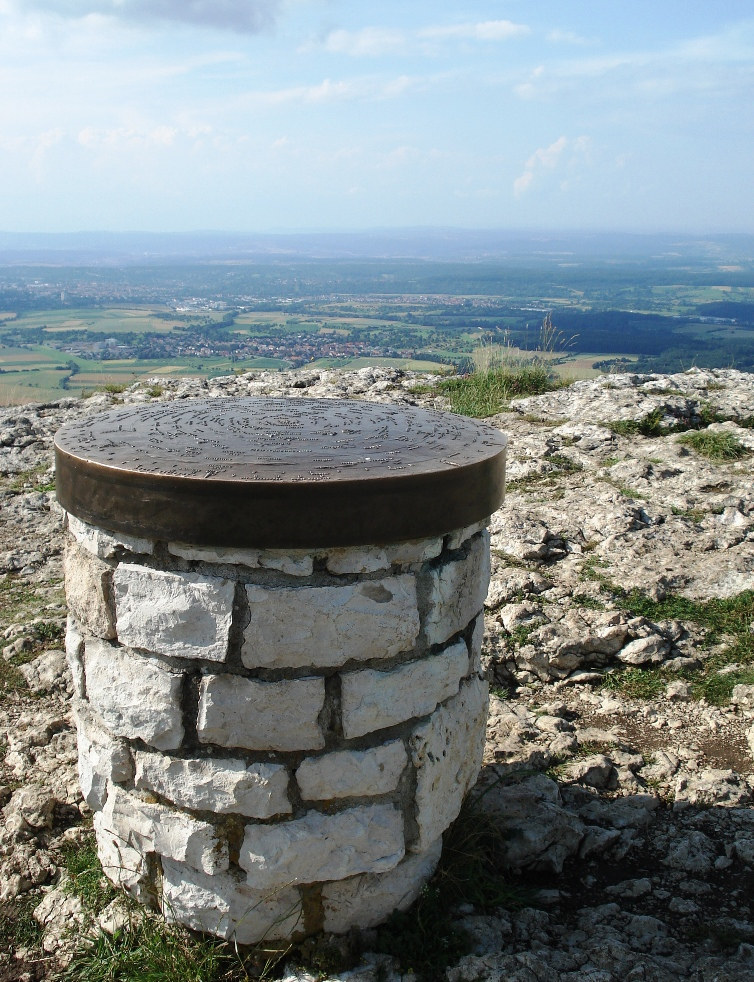
Die Bronzetafel mit Lage und Entfernung der vom Breitenstein aus sichtbaren Orte
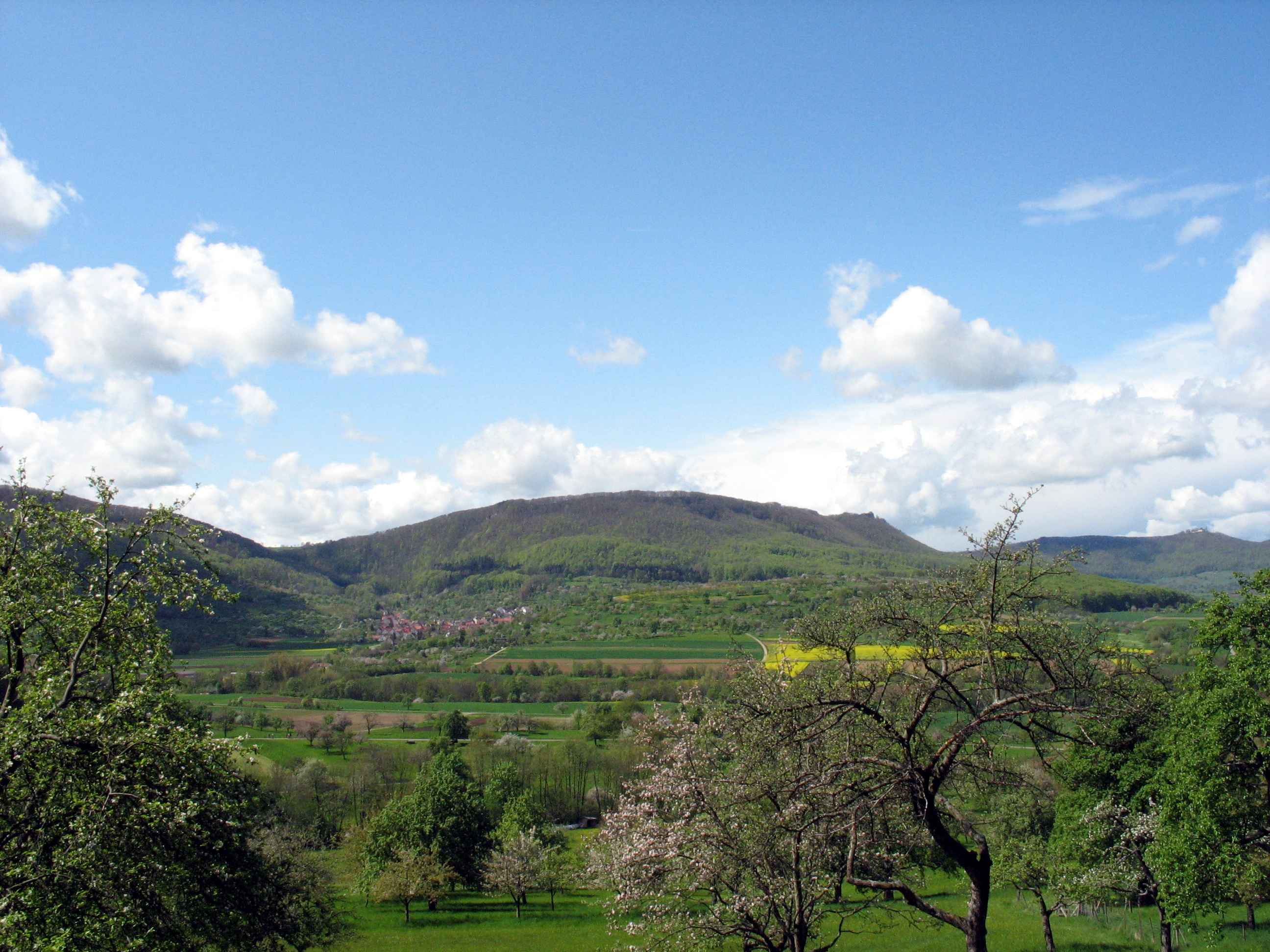
Breitenstein von Nordosten